# Staksill
Staksill (Alosa fallax) är en art i familjen sillfiskar.

## Utseende
Staksillen har en maxlängd på 60 centimeter och vikt på 1,5 kilogram. Kroppen är silvervit, med 6 till 10 mörka, ofta svagt markerade fläckar längs varje sida.
Staksillen påminner mycket om majfisken, med vilken den kan hybridisera.

## Utbredning
Från Svarta havet och Medelhavet till Brittiska öarna, Island, Nordsjön, Skagerack och via Öresund upp i Östersjön. Går upp i floder i samband med leken. Arten är känslig för föroreningar och är utrotningshotad.

## Vanor
Staksillen lever normalt i stim i salt- och brackvatten på 40 till 100 meters djup, men går upp i nedre delen av floder under maj till juni för att leka. Under den livliga, nattliga leken kan honorna lägga upp till 200 000 ägg. De vuxna fiskarna återvänder efter leken, medan ynglen vandrar ner till havet först på hösten.
Arten lever på zooplankton och småfisk. Den förtär ingen föda under leken och staksillen blir omkring cirka 20 år gammal.